# Ferdinand Schnaidt

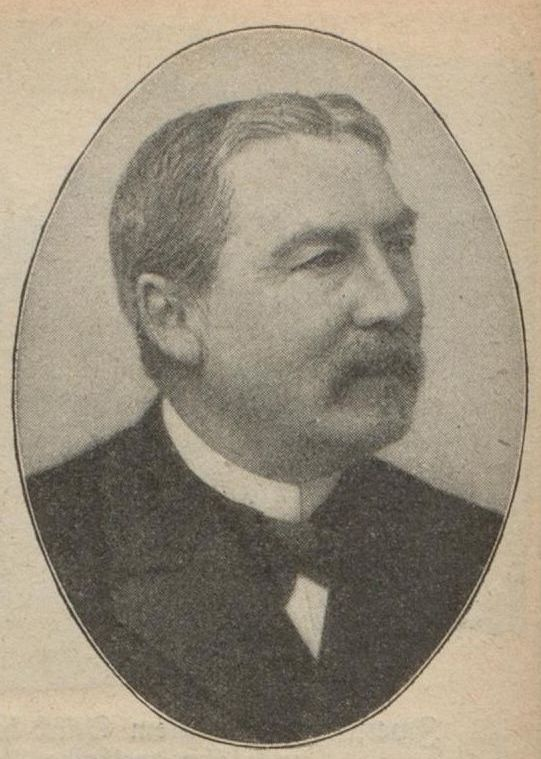
Ferdinand Schnaidt

Ferdinand Schnaidt (* 21. Mai 1840 in Hohenhaslach; † 12. Januar 1910 in Ludwigsburg) war Bankdirektor und Mitglied des Deutschen Reichstags. 

## Leben
Schnaidt besuchte die Lateinschule Markgröningen und das Lyceum in Ludwigsburg. Danach widmete er sich zunächst dem Verwaltungsfach und wurde 1863 Polizeikommissar in Ludwigsburg. Zwischen 1864 und 1872 war er Schultheiß in Tamm, danach bis 1884 Verwalter der städtischen Ökonomie, Gas- und Wasserwerke in Ludwigsburg. 1884 wurde er dort Direktor der Spar- und Vorschußbank, ab 1886 war er auch Gemeinderat.
Von 1882 bis 1900 und von 1907 bis zu seinem Tode war Schnaidt als Mitglied der Volkspartei Abgeordneter im Württembergischen Landtag, zunächst für den Oberamtsbezirk Ludwigsburg, ab 1907 für die Stadt Ludwigsburg. Er war sechs Jahre lang Mitglied des engeren und zwei Jahre Mitglied des weiteren Ständischen Ausschusses.
Von 1890 bis 1898 besaß Schnaidt zudem ein Mandat im Deutschen Reichstag für den Wahlkreis Württemberg 2 (Cannstatt, Ludwigsburg, Marbach, Waiblingen) und die Deutsche Volkspartei.
1909 wurde er zum Ehrenbürger von Ludwigsburg ernannt.